# Prothoe franck
Prothoe franck là một loài bướm tìm thấy ở Assam, vùng Đông Bắc Ấn Độ đến Đông Nam Á.